# Mauricie
Mauricie – region administracyjny w kanadyjskiej prowincji Quebec, ze stolicą w Trois-Rivières. Region podzielony jest na 3 regionalne gminy hrabstwa, 3 terytoria równoważne oraz 47 gmin.
Niegdyś gospodarka opierała się na handlu futrami, dziś skupiona jest na turystyce i eksploatacji lasów.
Mauricie ma 263 603 mieszkańców. Język francuski jest językiem ojczystym dla 96,5%, atikamekw dla 1,3%, a angielski dla 1,0% mieszkańców (2011).
Regionalne gminy hrabstwa (MRC):
- Les Chenaux
- Maskinongé
- Mékinac

Pięć gmin znajduje się poza MRC:
- miasto La Tuque
- miasto Shawinigan
- miasto Trois-Rivières
- gmina La Bostonnais
- gmina Lac-Édouard

Trzy gminy autochtoniczne znajdują się poza MRC:
- rezerwat indiański Coucoucache
- rezerwat indiański Obedjiwan
- rezerwat indiański Wemotaci